# Marcelo Alfaro
Marcelo Alfaro (Buenos Aires, 12 febbraio 1953 – Buenos Aires, 16 aprile 2012) è stato un attore e direttore teatrale argentino, che morì a causa di una infiammazione epatica.

## Filmografia

### Cinema
- La guerra del cerdo, regia di Leopoldo Torre Nilsson (1975)
- Juan que reía, regia di Carlos Galettini (1976)
- ¿Qué es el otoño?, regia di David José Kohon e Daniel Portela (1977)
- Comedia rota, regia di Oscar Barney Finn (1978)
- Contragolpe, regia di Alejandro Doria (1979)
- Gran valor en la facultad de medicina, regia di Enrique Cahen Salaberry (1981)
- Sentimientos: Mirta de Liniers a Estambul, regia di Jorge Coscia e Guillermo Saura (1987)
- Nunca estuve en Viena, regia di Antonio Larreta (1989)
- Dibu 3, regia di Raúl Rodríguez Peila (2002)
- Diário de Um Novo Mundo, regia di Paulo Nascimento (2005)
- La demolición, regia di Marcelo Mangone (2005)

### Serie TV
- Nuestro encuentro – serie TV, 19 episodi (1978)
- María, María y María – serie TV, 19 episodi (1980)
- Teatro de humor – serie TV, 2 episodi (1981)
- Las 24 horas – serie TV, 2 episodi (1981)
- El ciclo de Guillermo Bredeston y Nora Cárpena – serie TV, 2 episodi (1981)
- Veronica, il volto dell'amore (Verónica: El rostro del amor) – serie TV, 26 episodi (1982)
- Juan sin nombre – serie TV, 39 episodi (1982)
- Mamá por horas – serie TV, episodi 1x1-1x2-1x3 (1983)
- Esa provinciana – serie TV, 39 episodi (1983)
- Rompecabezas – serie TV, 39 episodi (1985)
- El pulpo negro – serie TV, 13 episodi (1985)
- Momento de incertidumbre – serie TV, episodi 1x4 (1985)
- Vendetta di una donna (Venganza de mujer) (1986)
- Amore proibito (Amor prohibido) – serie TV, 77 episodi (1986)
- Como la hiedra – serie TV, 120 episodi (1987)
- Amandoti (Amándote) – serie TV, 112 episodi (1988)
- Rosas para su enamorada – serie TV, 29 episodi (1980-1989)
- La familia Benvenuto – serie TV, 39 episodi (1989)
- Antonella – serie TV, 39 episodi (1991)
- Renzo e Lucia (Cosecharás tu siembra) – serie TV, 25 episodi (1991)
- Grande Pá! – serie TV, episodi 2x43 (1992)
- Mi cuñado – serie TV, 248 episodi (1993)
- El amor tiene cara de mujer – serie TV, 119 episodi (1994)
- Senza peccato (Con alma de tango) – serie TV, episodi 1x1-1x2-1x3 (1994)
- Como pan caliente – serie TV, 39 episodi (1996)
- De corazón – serie TV, 397 episodi (1997)
- Archivo negro – serie TV, episodi 1x1-1x2-1x3 (1997)
- Mamitas – serie TV, 27 episodi (1999)
- Cuentos de película – serie TV, 1 episodi (2001)
- Cuatro amigas – serie TV, episodi 1x1-1x2-1x3 (2001)
- El precio del poder – serie TV, 19 episodi (2002)
- Rebelde Way – serie TV, 5 episodi (2002-2003)
- Infieles – serie TV, 1 episodi (2003)
- Costumbres argentinas (2003-2004)
- El deseo – serie TV, 25 episodi (2004)
- Flor - Speciale come te (Floricienta) – serie TV (2004-2005)
- Se dice amor – serie TV, episodi 1x1 (2005)

### Televisione
- 30/30, regia di Alexis Puig (2001)